# Violet Jessop
Violet Constance Jessop (Bahía Blanka, Argentína, 1887. október 2 – Great Ashfield, Egyesült Királyság, 1971. május 5.) óceánjárókon volt stewardess. Túlélte az RMS Titanic és testvérhajója, a HMHS Britannic katasztrófáit, illetve a harmadik testvér, az RMS Olympic ütközését a HMS Hawke-val. Ezek után nem meglepő, hogy Violet a Miss Unsinkable (elsüllyeszthetetlen) becenevet kapta.

## Korai évek
Szülei William Jessop és Katherine Jessop. Családjában kilencen voltak testvérek, de csak hatan érték meg a felnőttkort. Violet gyermekkorában tuberkulózisban szenvedett, az orvosok szerint gyógyíthatatlanul, csupán néhány hónapot adtak neki, de túlélte. Jessop 16 éves volt, amikor apja belehalt műtétjének komplikációiba. Édesanyjával Angliába költözött, ahol egy kolostoriskolában tanult. Mikor azonban anyja beteg lett, stewardessként kezdett dolgozni a Royal Mail Line társaság Orinoco nevű hajóján. Nem volt egyszerű elhelyezkednie, mert a hajókon dolgozó stewardessek még középkorúak voltak, és munkaadói attól féltek, hogy a 21 éves Violet problémákat okozhat a személyzet és az utasok körében. A hosszú munkaórák és az alacsony fizetés ellenére szerette a munkáját.

## RMS Olympic
1910-ben kapott munkát a Titanic testvérhajóján, az Olympicon. Jessop 1911. szeptember 20-án a fedélzeten volt, amikor Southamptont elhagyva összeütközött a HMS Hawke hadicirkálóval. Mindkét hajó (főleg az Olympic) nagyon súlyosan megsérült, de nem süllyedtek el és később megjavították őket. Halálos áldozat nem is volt, Violet sértetlenül szállt partra. Jessop nem számolt be a balesetről emlékirataiban.

## RMS Titanic
Alig egy évvel később a White Star Line személyzetet keresett az elsüllyeszthetetlennek tartott Titanicra. Családja és barátai azzal beszélték rá, hogy felejthetetlen élményben lesz része. Violet elfogadta az ajánlatot. A Titanic 1912. április 10-én hagyta el Southamptont és április 14-én nem sokkal éjfél előtt jéghegynek ütközött az Atlanti-óceán közepén. 1912. április 15-én két óra negyven perccel az ütközés után kettétörve elsüllyedt. 1514 ember életét veszítette. Amikor Jessop mentőcsónakba szállt, egy kisbabát adtak a kezébe, hogy vigyázzon rá. A Carpathia fedélzetén a gyerek visszakerült családjához. Violet elmondása szerint első gondolata az volt, hogy a Titanicon felejtette a fogkeféjét. A Carpathia-n egy asszony (feltehetően a baba anyja) kivette Jessop kezéből a gyereket, majd szó nélkül elszaladt. 

## HMHS Britannic
Jessop ezt követően a harmadik testvérhajó, a kórházhajóvá alakított Britannicon kezdett dolgozni, ezúttal ápolónőként. 1916. november 21-én, a Kea-csatornán a Britannic aknára futott, amit az U-70 német tengeralattjáró telepített ki. 55 percen belül elsüllyedt. Jessop ezúttal nem tudott mentőcsónakba szállni, így leugrott a fedélzetről. Beütötte a fejét, és megsérült a koponyája, de túlélte. 

## Későbbi évek
Az első világháború után Jessop elhagyta a White Start Line-t, és a Red Star Line hajóin kezdett dolgozni. 1971-ben halt meg szívelégtelenségben, 83 éves korában.

## Források

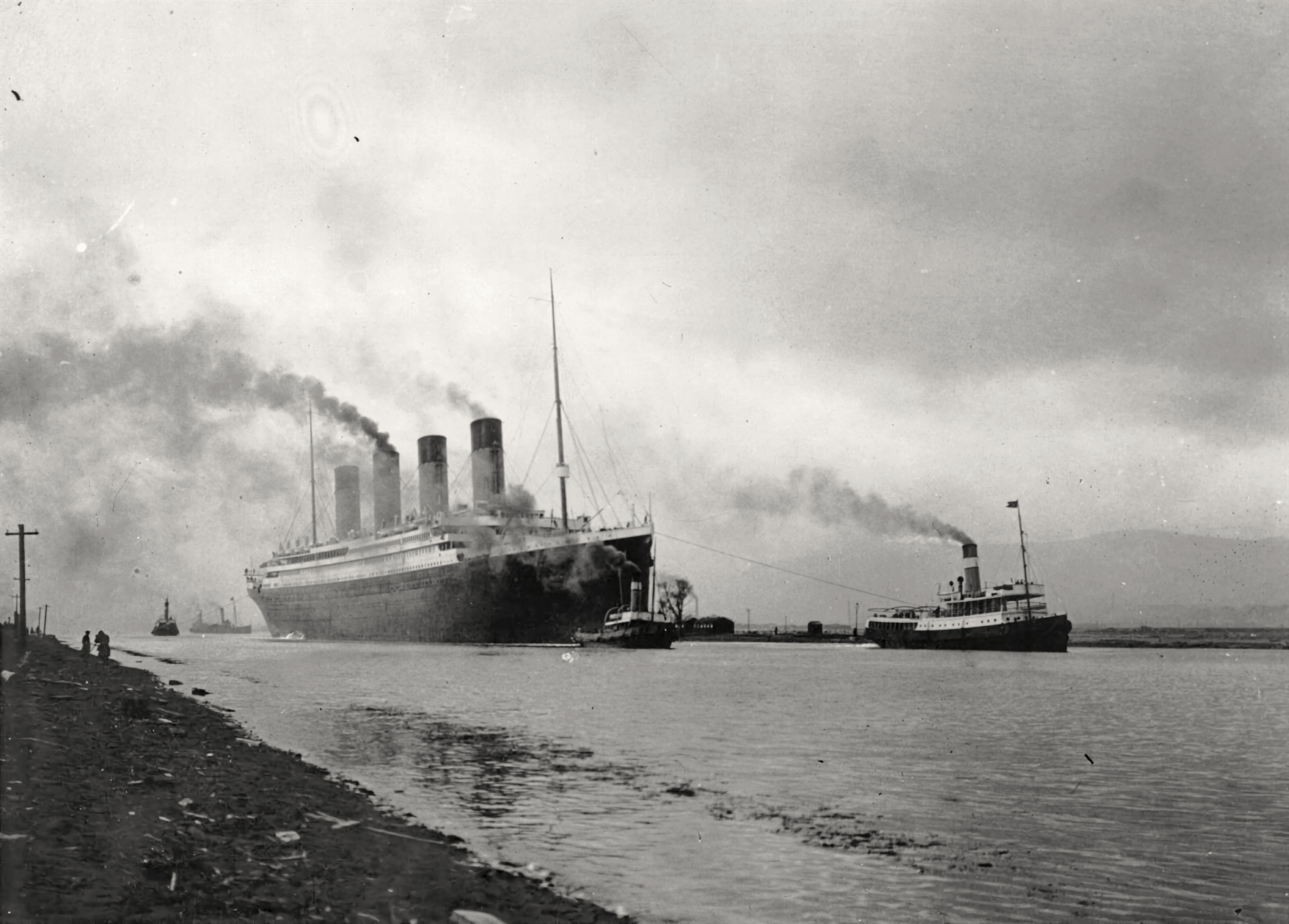
A Titanic

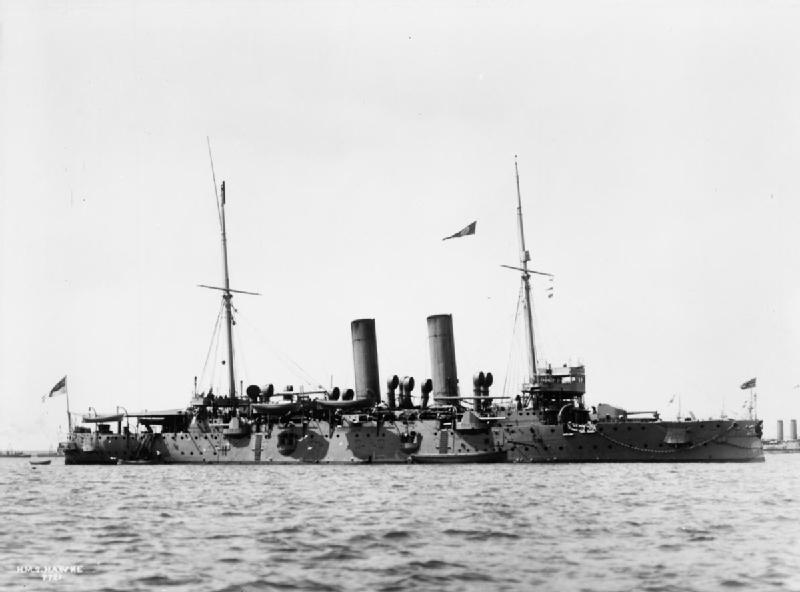
A HMS Hawke

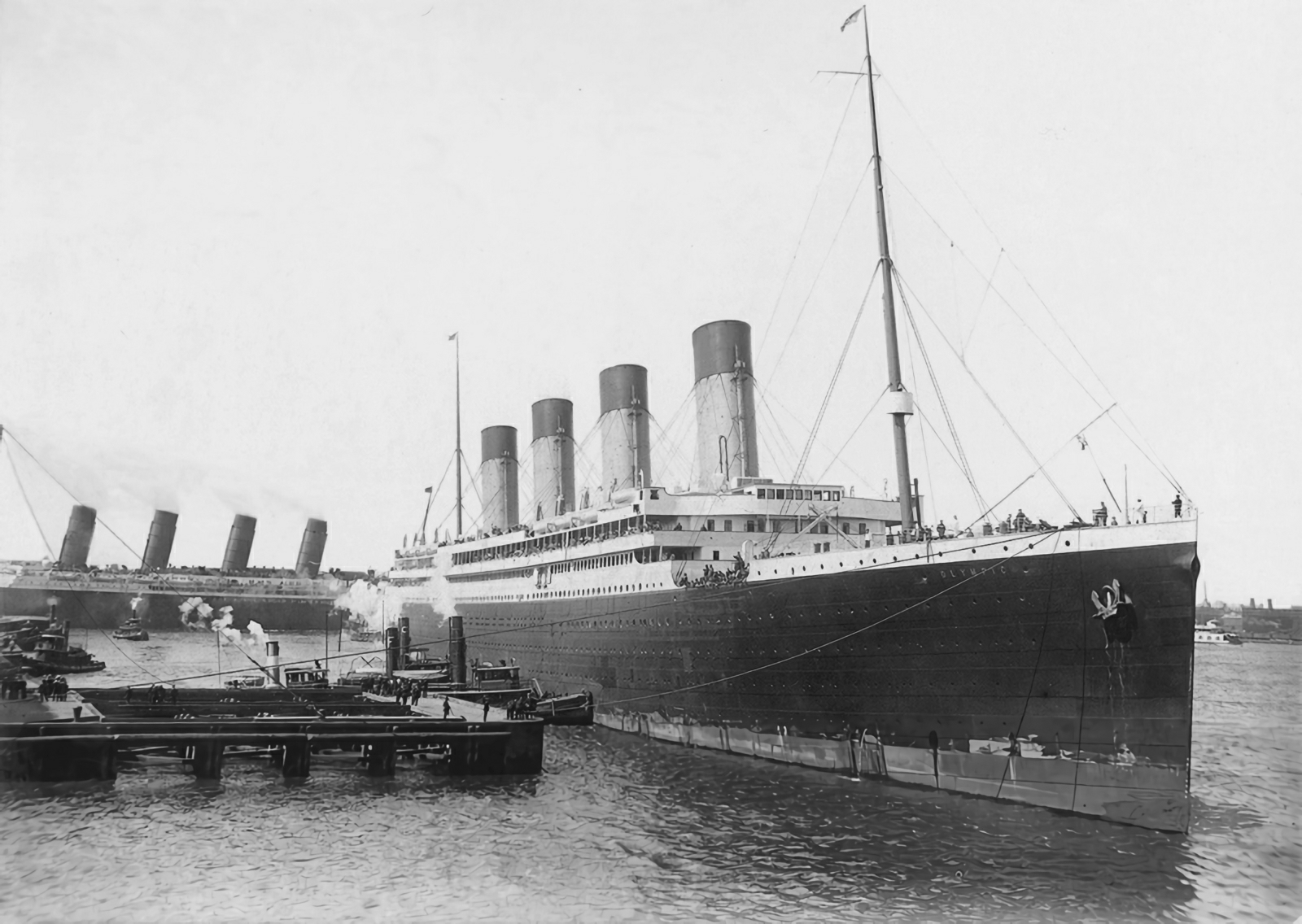
Az Olympic